# مقاطعة تومسك
تومسك أوبلاست هي إحدى الكيانات الفدرالية في روسيا. وتحوي المدن والقرى التالية: أسينو،
كيدروفي،
كولباشيفو،
سفيرسك،
سترجفوي،
تومسك،

## أعلام
- سيرغي بيلوف